# Australská národní univerzita
Australská národní univerzita, v originále Australian National University je státní univerzita zaměřená na vědecký výzkum, jež sídlí v australském hlavním městě Canbeře.

## Popis
Kampus se nachází na předměstí Acton a sídlí v něm šest fakult (ze sedmi, které univerzita má) a několik dalších vědeckých institucí. Univerzita byla založena roku 1946, a to zákonem schváleným australským parlamentem. Prvním rektorem se stal bývalý australský premiér Stanley Bruce. Ze zahraničí přijelo univerzitní tým posílit mnoho australských vědců, včetně spoluobjevitele penicilinu Howarda Floreyho či jaderného fyzika Marka Oliphanta. Původně se univerzita zaměřovala jen na postgraduální studium, roku 1960 přibyly i magisterské programy, když byla univerzita sloučena s Canberra University College (která vznikla roku 1929, jakožto instituce Melbournské univerzity). V roce 1975 byl otevřen malý druhý kampus (Kioloa Coastal Campus). Podle žebříčku QS World University Rankings z roku 2016 jde o nejlepší univerzitu v Austrálii a 22. nejlepší na světě. Může se pochlubit šesti nositeli Nobelovy ceny (kromě Floreyho John Eccles, John Harsanyi, Rolf M. Zinkernagel, Peter Doherty a Brian Schmidt).

## Fakulty
- College of Arts and Social Sciences
- College of Asia and the Pacific
- College of Business and Economics
- College of Engineering and Computer Science
- College of Law
- College of Medicine and Health Science
- College of Physical & Mathematical Sciences

## Další instituce
- Mount Stromlo Observatory
- Siding Spring Observatory
- School of Music
- Coral Bell School of Asia Pacific Affairs Research
- School of Physics and Engineering
- John Curtin School of Medical Research
- Medical School
- Crawford School of Public Policy
- Centre for the Public Awareness of Science
- Energy Change Institute
- Indonesia Project
- Strategic and Defence Studies Centre
- Classics Museum
- University Library